# Мати чи бути?
«Мати чи бути?» (англ. «To Have or to Be?») — остання робота німецького психолога та філософа Еріха Фромма. 
У цій праці науковець окреслює два способи людського існування. Перший — володіння (від «мати»); люди, які керуються цією ціннісною орієнтацією завжди прагнуть щось мати. Тут набирає сили твердження, що той, хто нічого не має, нічого собою не становить. Книга «Мати чи бути?» виступає своєрідним підсумком багаторічних роздумів філософа про сенс людського життя, взаємний вплив психологічних і соціальних факторів на особистість. 
Людина визначається тим, чим вона володіє. Проте мова не йде лише про володіння матеріальними благами, в цьому значенні володіти можна знанням, авторитетом, вірою тощо. 
Інша орієнтація людського існування — буття (від «бути»). У визначенні цього поняття виникають певні труднощі, бо воно не піддається адекватному словесному виразу. «Бути» означає виражати та розвивати свої здібності, таланти, котрими природа наділила кожну людину. «Бути» — це процес, це становлення. Бути можна поетом, художником, композитором, авторитетом і т.ін. Якщо людина, що орієнтується на цінність володіння («мати») втратить все те, чим вона володіє — вона «зникне», стане «ніким», бо вона ототожнює себе з тим, чим вона володіє, така людина втратить будь-який свій статус. Інша справа людина, що орієнтується на модус «бути». Втративши все, така людина і надалі лишиться тим, ким була. Вона й надалі займатиметься улюбленою справою.
Модус буття не існує в минулому або майбутньому, він існує лише тут і зараз. Людина, що орієнтується на володіння — прив'язана до минулого, до того, що вона накопичила: гроші, славу, соціальний статус тощо. Людина, що керується настановою «бути» не розмірковує стільки про минуле або майбутнє, вона зосереджена на теперішньому моменті, вона намагається «взяти» все з нинішнього дня, теперішньої години, хвилини.
У центрі соціально-філософської теорії Фромма знаходиться людина та її потреби. На думку вченого, слід розрізняти потреби нормальні, здорові, активні та потреби патологічні, штучні. Перші орієнтовані на буття, а другі на володіння. Фромм стверджує, що «відмінність між буттям і володінням, так само як відмінність між любов'ю до життя і любов'ю до смерті, являє собою корінну проблему людського існування».
Перші дві частини книги присвячені аналізу цієї проблеми. Автор вважає буття і володіння не якістю суб'єктів, а двома основними способами існування, різними видами орієнтації у світі, різними структурами характеру. Принцип володіння полягає в прагненні зробити навколишній світ об'єктом володіння, тобто, в прагненні перетворити світ у свою власність. Принцип буття є повною протилежністю володіння, тобто, включає життєлюбність і причетність до світу.

## Релігія
Фромм трактує релігію достатньо широко: як будь-яку розділену систему мислення і дій, що дозволяє індивіду вести осмислене існування і дає об'єкт для відданого служіння. З цієї точки зору немає такої людини, у якого не було б релігійної потреби, оскільки вона означає потребу в системі орієнтації та об'єкті для служіння.
Питання, з точки зору Фромма, полягає не в тому, щоб прийняти або відкинути релігію, але лише у виборі певного роду релігії: тієї, що сприяє людському розвитку та розкриттю властивих людині сил, або релігії, яка ці сили паралізує. У книзі Фромм критикує традиційні авторитарні релігії, пропонуючи натомість "гуманістичну релігію", в центрі якої стоятиме людина.
Для Фромма важливий соціопсихологічний підхід до релігії, та визнання того, що існує кореляція між соціальною структурою і видами релігійного досвіду. З точки зору психоаналізу одна і та ж людська релігія може ховатися за різними релігіями, і навпаки, протилежні людські установки можуть лежати в основі однієї й тієї ж релігії.
У своїй роботі він також каже про новий вид язичництва, котрий розвинувся разом з гуманізмом та загрожує людству знищенням в цей час (на момент написання книги). Це так звана «індустріальна релігія», де священні робота, власність, прибуток та влада. Людина з такою релігією не цікавиться питаннями мети та сенсу свого життя, вона не вміє любити чи ненавидіти, а її емоції атрофовані. Так людина байдужа до всього, в тому числі, і до власного життя. Це людина «що споживає», «яку споживають,» іншими словами, та що функціонує, але не живе. 

## Видання українською
- Еріх Фромм. Мати чи бути / Пер. з нім. О. Михайлова та А. Буряк. — Київ: Український письменник, 2010. — 222 с. ISBN 978-966-579-262-8
- Ерік Фромм. Мати або бути? / Пер. з англ. Г. В. Яновська. Харків: «Книжковий Клуб «Клуб Сімейного Дозвілля», 2020. 304 с. ISBN 978-617-12-7457-0